# シトロエン・XM

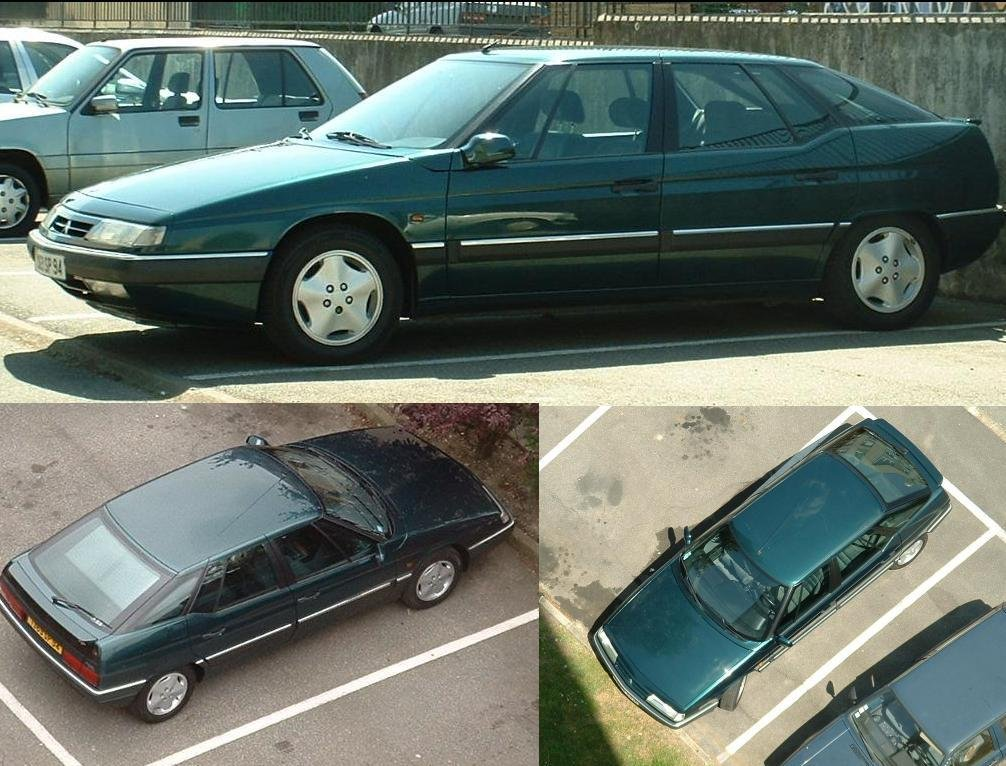
後期型

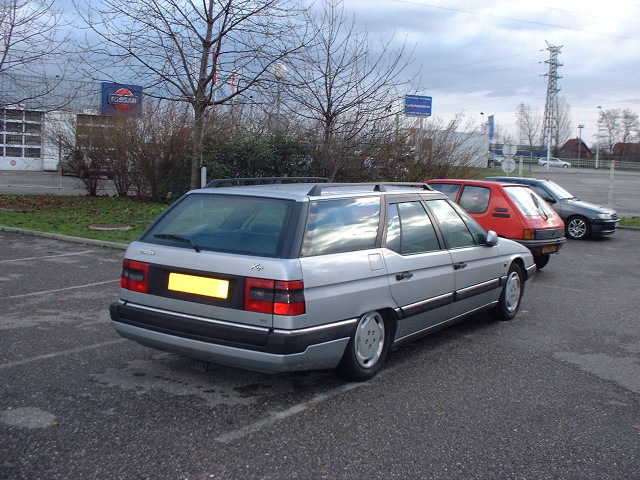
ブレーク後期型

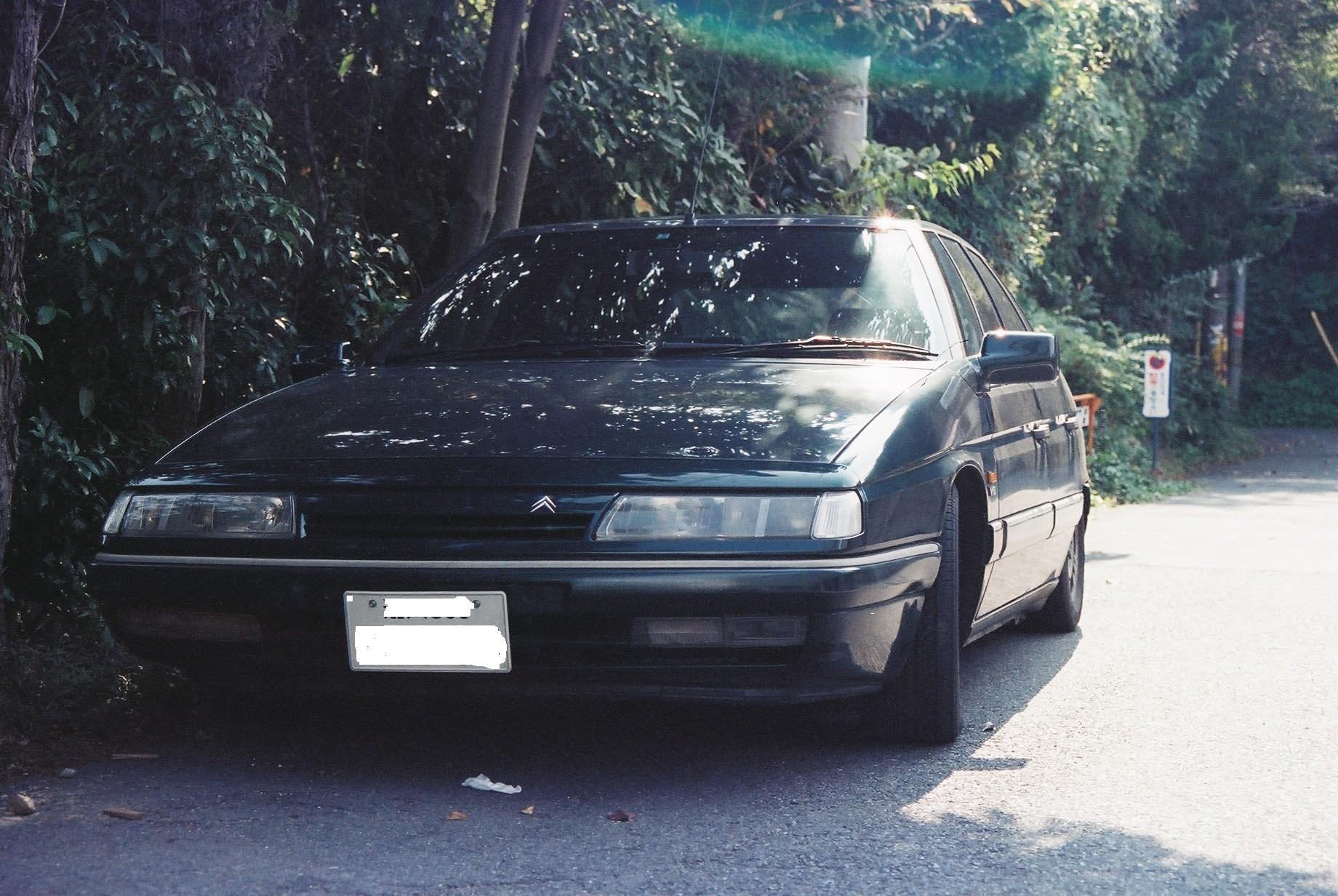
初期型、オイルが抜けて車高が完全に落ちている状態

シトロエン・XM（Citroën XM ）は、フランスの自動車会社シトロエンがかつて製造、販売したハッチバック型、およびステーションワゴン型の乗用車。

## 歴史
CXの後継として1989年に登場した、シトロエンの最上級車である。デザインは、外装をイタリアのカロッツェリア・ベルトーネが、内装をPSA・アドバンスドデザインが担当した。
前モデルのCXはセダンであったが、XMでは最上級車でありながらハッチバックとなった。しかし、リヤシートと荷室の間にもう1枚ガラスの仕切りがあり、リヤハッチを開けても室内の気密性を保つことができた。1991年にはステーションワゴン型のブレークが追加されている。
サスペンションは、前輪がマクファーソン・ストラット式で、後輪がトレーリングアーム式。スプリングはこのモデルから、それまでシトロエンの上級モデルに採用していたハイドロニューマチックに代わり、電子制御を組み込んだハイドラクティブIIIプラスを採用した。1993年にはさらに進化したハイドラクティブIIを導入した。なお、左ハンドルモデルにはセルフセンタリング機構が搭載されている。
エンジンは、排気量2.0Lで水冷直列4気筒SOHC、排気量3.0Lで水冷V型6気筒SOHC（PRVエンジン）のガソリンエンジンと2.1Lと2.5Lで水冷直列4気筒SOHCのディーゼルエンジン。V型6気筒エンジン以外にはターボ付きもあった。3.0LでV6のガソリンエンジンは、1991年に24バルブバージョンが追加され、1998年にはDOHC化された。それらをシトロエン伝統の前輪駆動方式で駆動した。
トランスミッションは4速ATと5速MTの2種類。ATは速度指令式であり、速度に応じてシフトチェンジを行うためタコメーターには各ギアに変速される速度にマーキングが施されている。なお、Dレンジには「D3」と「D4」の2種類モードがあり、D4がオーバードライブ状態になるのに対してD3は3速までしか変速が行われない。3速→4速は時速約80kmで変速されるので日本の路上ではかなり変速が煩わしくなり、低速の渋滞などでは若干違和感と燃費に響いた。しかし一部のシトロエン愛好家の間では巡航維持には現在の学習型AT機構より好ましい挙動を示すという高評価もあった。
パーキングブレーキはAT・MTを問わず足踏み式であり、MTの場合はクラッチペダルを含めて4ペダルのレイアウトとなることから、とりわけ坂道発進の際に煩雑な操作を要した。
ボディサイズは全長4,710mm×全幅1,795mm×全高1,395mm、ホイールベース2,850mm。ブレークは全長4,965mm×全幅1,795mm×全高1,465mm、ホイールベース2,850mm。
1990年、ヨーロッパ・カー・オブ・ザ・イヤーを受賞。シトロエンではGS、CXに次ぐ3度目の受賞であった。
1994年には大規模なマイナーチェンジが施され、メーターまわり及びダッシュボードの形状が大きく変わった、これによりDS、CX等から受け継がれていた1本スポークステアリングが消滅した。またロゴマークもXMからXmに変更されている。外装はほとんど変わらなかったが、フロントグリルの形状が変更されると共に左側によっていたダブルシェブロン（シトロエンのエンブレム）が中央に移動した。
ブレークは1998年、標準モデルのハッチバックは2000年に生産を終了した。シトロエンの最上級車は、5年のブランクを挟んで2005年に発表されたC6が後継となる。

## 日本での販売
正規輸入代理店であった西武自動車販売とユーノスにより、1990年から3.0L水冷V型6気筒SOHCでガソリンエンジンのXMと豪華装備でサンルーフ付きのXM-Xが輸入された。
- 1991年からはハンドル位置の左右選択が可能となった。
- 1992年には、同じエンジンを積むステーションワゴンのXMブレークが、1993年にはXMの装備を省いたXM-S（右ハンドルのみ）が加えられた。
- 1994年からは、XM-Xに替わりフロントグリルや内装の変更を受けたマイナーチェンジ後のXMエクスクルーシブが、1995年にはマイナーチェンジ後のステーションワゴンモデルのXMブレークが輸入された。また、サスペンションのハイドラクティブがより改良されたハイドラクティブIIに変更されていた。
- 1996年にユーノスが消滅したため、西武自動車販売のみの輸入になり2001年まで販売された。
- 日本に正規輸入されたのはすべてトランスミッションはZF4速のATであったが、このトランスミッションは非常に効率が悪く、かつ故障を引き起こす可能性が高いためフランス本国より5速MTを取り寄せ換装を行なった車両も存在する。